# Hartford (Dakota del Sur)
Hartford es una ciudad ubicada en el condado de Minnehaha en el estado estadounidense de Dakota del Sur. En el Censo de 2010 tenía una población de 2.534 habitantes y una densidad poblacional de 431,2 personas por km².

## Geografía
Hartford se encuentra ubicada en las coordenadas 43°37′15″N 96°56′39″O / 43.62083, -96.94417. Según la Oficina del Censo de los Estados Unidos, Hartford tiene una superficie total de 5.88 km², de la cual 5.87 km² corresponden a tierra firme y (0.04%) 0 km² es agua.

## Demografía
Según el censo de 2010, había 2.534 personas residiendo en Hartford. La densidad de población era de 431,2 hab./km². De los 2.534 habitantes, Hartford estaba compuesto por el 96.49% blancos, el 0.59% eran afroamericanos, el 1.18% eran amerindios, el 0.24% eran asiáticos, el 0% eran isleños del Pacífico, el 0.08% eran de otras razas y el 1.42% pertenecían a dos o más razas. Del total de la población el 0.55% eran hispanos o latinos de cualquier raza.